# Луцишин Іван Богданович
Іва́н Богда́нович Луци́шин (3 липня 1991 — 17 серпня 2014) — старший солдат Збройних сил України, учасник російсько-української війни.

## Життєвий шлях
Народився 3 липня 1991 року в селі Дубляни Самбірського району Львівської області. Навчався у Дублянській СЗШ, закінчив Львівський коледж транспортної інфраструктури. З 6 травня 2011 року по 5 квітня 2012 року проходив службу у Збройних Силах України та отримав звання «старший солдат».
Навесні 2014 року був мобілізований у в/ч А-0998 м. Яворова Львівської області, старший солдат, командир відділення зв'язку 24-ї окремої механізованої бригади. З 19 травня по 17 серпня 2014 р. перебував у зоні бойових дій.
Загинув 17 серпня 2014-го під час артилерійського обстрілу поблизу міста Лутугине — вибухова травма грудної клітки.
Без сина лишилась мама з меншим сином. 
Похований в селі Чуква — куди переїхала його мама Наталія Луцишин.

## Нагороди та вшанування
За особисту мужність і героїзм, виявлені у захисті державного суверенітету та територіальної цілісності України, вірність військовій присязі під час російсько-української війни, відзначений — нагороджений
- орденом «За мужність» III ступеня (14.3.2015, посмертно)
- Його портрет розміщений на меморіалі «Стіна пам'яті полеглих за Україну» у Києві: секція 2, ряд 9, місце 39.
- Вшановується 17 серпня на щоденному ранковому церемоніалі вшанування українських захисників, які загинули цього дня у різні роки внаслідок російської збройної агресії[1]
- 7 липня 2018 року на фасаді будинку в селищі Дубляни Самбірського району, в якому Іван жив, урочисто відкрили та освятили пам'ятну дошку односельцю Івану Луцишину
- 7 липня 2021 року в смт Дубляни відкрито меморіальний знак на честь Івана Луцишина та інших героїв, що полягли на сході України.